# Comuna Berteștii de Jos, Brăila
Berteștii de Jos (în trecut, și Bertești-Polizești) este o comună în județul Brăila, Muntenia, România, formată din satele Berteștii de Jos (reședința), Berteștii de Sus, Gura Călmățui, Gura Gârluței, Nicolești și Spiru Haret.

## Așezare
Comuna se află la vărsarea Călmățuiului în Dunăre, satele ei fiind situate pe malul drept al acestui râu. Prin comună trece șoseaua județeană DJ212, care duce spre nord către Viziru (unde se termină în DN21) și spre sud către Mihail Kogălniceanu (județul Ialomița).

## Demografie
Componența etnică a comunei Berteștii de Jos
     Români (92,9%)
     Romi (3,76%)
     Alte etnii (0%)
     Necunoscută (3,35%)
Componența confesională a comunei Berteștii de Jos
     Ortodocși (95,12%)
     Penticostali (1,19%)
     Alte religii (0,27%)
     Necunoscută (3,41%)
Conform recensământului efectuat în 2021, populația comunei Berteștii de Jos se ridică la 2.929 de locuitori, în scădere față de recensământul anterior din 2011, când fuseseră înregistrați 3.110 locuitori. Majoritatea locuitorilor sunt români (92,9%), cu o minoritate de romi (3,76%), iar pentru 3,35% nu se cunoaște apartenența etnică. Din punct de vedere confesional, majoritatea locuitorilor sunt ortodocși (95,12%), cu o minoritate de penticostali (1,19%), iar pentru 3,41% nu se cunoaște apartenența confesională.

## Politică și administrație
Comuna Berteștii de Jos este administrată de un primar și un consiliu local compus din 11 consilieri. Primarul, Costel Florinel Capbun[*], de la Partidul Național Liberal, este în funcție din 2004. Începând cu alegerile locale din 2024, consiliul local are următoarea componență pe partide politice:
|  | Partid                          | Consilieri | Componența Consiliului | Componența Consiliului | Componența Consiliului | Componența Consiliului | Componența Consiliului | Componența Consiliului |
|  | ------------------------------- | ---------- | ---------------------- | ---------------------- | ---------------------- | ---------------------- | ---------------------- | ---------------------- |
|  | Partidul Național Liberal       | 6          |                        |                        |                        |                        |                        |                        |
|  | Partidul Social Democrat        | 4          |                        |                        |                        |                        |                        |                        |
|  | Alianța pentru Unirea Românilor | 1          |                        |                        |                        |                        |                        |                        |

## Istorie
La sfârșitul secolului al XIX-lea, comuna Berteștii de Jos făcea parte din plasa Balta a județului Brăila și era formată doar din cătunele Berteștii de Jos, Gura Gârluței și Polizești, cu o populație totală de 1220 de locuitori. În comună funcționau o moară, o școală mixtă cu 26 de elevi (toți băieți) fondată în 1857 și o biserică zidită în 1830 de proprietarul San-Marin. Pe atunci, pe teritoriul actual al comunei, funcționa în aceeași plasă și comuna Berteștii de Sus (sau Otmăt), formată din cătunele Berteștii de Sus și Gura Călmățuiului, cu o populație de 361 de locuitori. În comună funcționa o școală mixtă cu 29 de elevi deschisă în 1859 și o biserică zidită de fostul arendaș Anghelache. În 1925, comuna Berteștii de Sus fusese deja desființată și inclusă în comuna Berteștii de Jos, care făcea parte din plasa Viziru a aceluiași județ, având în componență satele Berteștii de Jos, Berteștii de Sus, Germăneasa, Gura Gârluței, Polizești și Iapa. În 1931, configurația s-a schimbat din nou, temporar, comuna Berteștii de Sus fiind reînființată și cuprinzând și satul Gura Călmățui, iar Berteștii de Sus având în compunere doar satul de reședință.
În 1950, comuna Berteștii de Jos a fost transferată la raionul Călmățui și apoi (după 1961) la raionul Brăila din regiunea Galați. În 1968, a redevenit comună a județului Brăila, căpătând componența actuală.